# Arcidiocesi di San Luis Potosí

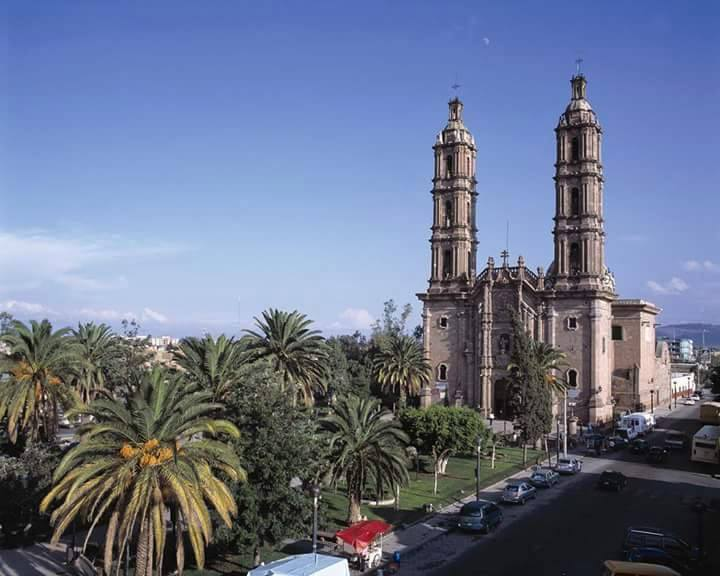
La basilica minore e santuario di Nostra Signora di Guadalupe di San Luis Potosí.

L'arcidiocesi di San Luis Potosí (in latino Archidioecesis Sancti Ludovici Potosiensis) è una sede metropolitana della Chiesa cattolica in Messico. Nel 2022 contava 1.573.873 battezzati su 1.800.152 abitanti. È retta dall'arcivescovo Jorge Alberto Cavazos Arizpe.

## Territorio
L'arcidiocesi comprende 21 comuni nella parte centro-occidentale dello stato messicano di San Luis Potosí: Ahualulco, Armadillo de los Infante, Cerritos, Cerro de San Pedro, Ciudad Fernández, Mexquitic de Carmona, Moctezuma, Rioverde, Salinas, San Ciro de Acosta, San Luis Potosí, San Nicolás Tolentino, Santa María del Río, Soledad de Graciano Sánchez, Tierra Nueva, Villa de Guadalupe, Villa de Ramos, Villa de Reyes, Villa Hidalgo, Villa Juárez, Zaragoza.
Sede arcivescovile è la città di San Luis Potosí, dove si trova la cattedrale di Nostra Signora dell'Attesa. Nella stessa città sorge anche la basilica minore e santuario di Nostra Signora di Guadalupe.
Il territorio si estende su una superficie di 19.428 km² ed è suddiviso in 116 parrocchie.

### Provincia ecclesiastica
La provincia ecclesiastica di San Luis Potosí, istituita nel 1988, comprende le seguenti suffraganee:
- la diocesi di Zacatecas, eretta nel 1863,
- la diocesi di Ciudad Valles, eretta nel 1960,
- la diocesi di Matehuala, eretta nel 1997.

## Storia
La diocesi di San Luis Potosí fu eretta da papa Pio IX con la bolla Deo Optimo Maximo largiente del 31 agosto 1854. Il territorio originario fu ricavato dalle diocesi di Michoacán (oggi arcidiocesi di Morelia) e di Guadalajara (oggi arcidiocesi) e dall'arcidiocesi di Città del Messico, da cui le trentacinque parrocchie originarie provenivano in misura di diciotto, nove e otto parrocchie rispettivamente. Inizialmente era suffraganea della stessa arcidiocesi di Città del Messico.
Nel 1863 subì piccole variazioni territoriali con le quali cedette alla nuova diocesi di Zacatecas due parrocchie ed entrò a far parte della provincia ecclesiastica dell'arcidiocesi di Michoacán.
Il 24 novembre 1922 e il 27 novembre 1960 cedette porzioni del suo territorio a vantaggio dell'erezione rispettivamente della diocesi di Huejutla e della diocesi di Ciudad Valles.
Il 5 novembre 1988 è stata elevata al rango di arcidiocesi metropolitana con la bolla Nihil optabilius di papa Giovanni Paolo II.
Il 28 maggio 1997 ha ceduto un'altra porzione del suo territorio a vantaggio dell'erezione della diocesi di Matehuala.

## Cronotassi dei vescovi
Si omettono i periodi di sede vacante non superiori ai 2 anni o non storicamente accertati.
- Pedro Barajas y Moreno † (30 novembre 1854 - 30 dicembre 1868 deceduto)
- Manuel del Conde y Blanco † (25 luglio 1869 - 21 giugno 1872 deceduto)
- José Nicanor Corona Elizarrás † (22 dicembre 1873 - 27 luglio 1883 deceduto)
- José María Ignacio Montes de Oca y Obregón † (13 novembre 1884 - 19 agosto 1921 deceduto)
- Miguel María de la Mora y Mora † (24 febbraio 1922 - 14 luglio 1930 deceduto)
- Guillermo Tritschler y Córdoba † (30 gennaio 1931 - 22 febbraio 1941 nominato arcivescovo di Monterrey)
- Gerardo Anaya y Diez de Bonilla † (3 ottobre 1941 - 16 giugno 1958 deceduto)
- Luis Cabrera Cruz † (25 agosto 1958 - 2 settembre 1967 deceduto)
- Estanislao Alcaraz y Figueroa † (3 marzo 1968 - 3 luglio 1972 nominato arcivescovo di Morelia)
- Ezequiel Perea Sánchez † (25 novembre 1972 - 25 aprile 1986 ritirato)
- Arturo Antonio Szymanski Ramírez † (27 gennaio 1987 - 20 gennaio 1999 ritirato)
- Luis Morales Reyes † (20 gennaio 1999 - 3 aprile 2012 ritirato)
- Jesús Carlos Cabrero Romero (3 aprile 2012 - 26 marzo 2022 ritirato)
- Jorge Alberto Cavazos Arizpe, dal 26 marzo 2022

## Statistiche
L'arcidiocesi nel 2022 su una popolazione di 1.800.152 persone contava 1.573.873 battezzati, corrispondenti all'87,4% del totale.
| anno | popolazione | popolazione | popolazione | presbiteri | presbiteri | presbiteri | presbiteri                | diaconi | religiosi | religiosi | parrocchie |
| anno | battezzati  | totale      | %           | numero     | secolari   | regolari   | battezzati per presbitero | diaconi | uomini    | donne     | parrocchie |
| ---- | ----------- | ----------- | ----------- | ---------- | ---------- | ---------- | ------------------------- | ------- | --------- | --------- | ---------- |
| 1950 | 419.803     | 420.589     | 99,8        | 164        | 160        | 4          | 2.559                     |         | 24        | 324       | 55         |
| 1966 | 600.000     | 605.000     | 99,2        | 90         | 35         | 55         | 6.666                     |         | 96        | 505       | 35         |
| 1970 | 782.106     | 800.973     | 97,6        | 167        | 125        | 42         | 4.683                     |         | 66        | 625       | 46         |
| 1976 | 991.943     | 1.016.305   | 97,6        | 184        | 148        | 36         | 5.390                     |         | 66        | 567       | 59         |
| 1980 | 1.175.630   | 1.220.660   | 96,3        | 181        | 144        | 37         | 6.495                     |         | 59        | 618       | 60         |
| 1990 | 2.024.113   | 2.115.763   | 95,7        | 213        | 166        | 47         | 9.502                     |         | 64        | 517       | 79         |
| 1999 | 1.660.130   | 1.731.183   | 95,9        | 247        | 201        | 46         | 6.721                     | 9       | 101       | 744       | 74         |
| 2000 | 1.676.731   | 1.748.494   | 95,9        | 240        | 194        | 46         | 6.986                     | 9       | 65        | 744       | 75         |
| 2001 | 1.693.498   | 1.765.979   | 95,9        | 226        | 180        | 46         | 7.493                     | 9       | 65        | 539       | 80         |
| 2002 | 1.700.000   | 1.788.936   | 95,0        | 242        | 192        | 50         | 7.024                     | 9       | 72        | 650       | 82         |
| 2003 | 1.716.650   | 1.807.000   | 95,0        | 260        | 205        | 55         | 6.602                     | 10      | 165       | 862       | 85         |
| 2004 | 1.734.488   | 1.825.777   | 95,0        | 258        | 208        | 50         | 6.722                     | 10      | 163       | 862       | 86         |
| 2010 | 1.845.000   | 1.925.000   | 95,8        | 264        | 212        | 52         | 6.988                     | 10      | 175       | 810       | 107        |
| 2014 | 1.913.000   | 1.996.000   | 95,8        | 303        | 232        | 71         | 6.313                     | 11      | 163       | 599       | 114        |
| 2017 | 1.539.441   | 1.682.449   | 91,5        | 289        | 239        | 50         | 5.326                     | 10      | 84        | 576       | 114        |
| 2020 | 1.597.896   | 1.746.334   | 91,5        | 279        | 232        | 47         | 5.727                     | 8       | 74        | 538       | 115        |
| 2022 | 1.573.873   | 1.800.152   | 87,4        | 270        | 224        | 46         | 5.829                     | 6       | 63        | 517       | 116        |